# Olimpijski Komitet Bosne i Hercegovine
Das Olimpijski Komitet Bosne i Hercegovine (bosnisch, kroatisch und serbisches Latein: Olimpijski komitet Bosne i Hercegovine; Serbisch-Kyrillisch: Олимпијски комитет Босне и Херцеговине) ist das Nationale Olympische Komitee von Bosnien und Herzegowina.
Mitglieder des Komitees sind 30 Sportverbände, die den Exekutivrat wählen, der sich aus dem Präsidenten und zwölf Mitgliedern zusammensetzt.

## Geschichte
Das Olympische Komitee von Bosnien und Herzegowina wurde am 4. Juni 1992 gegründet. Es ging aus der Organisation ZOI '84 hervor, den Organisatoren der Olympischen Winterspiele 1984 in Sarajevo. Das Komitee unterhält das Museum der XIV. Olympischen Winterspiele. Der erste Präsident des Komitees war Stjepan Kljuić, Izudin Filipović war der erste Generalsekretär. 1993 wurde das NOK vom Internationalen Olympischen Komitee anerkannt.